# Alexander Karatschewski
Alexander Karatschewski (russisch Александр Карачевский) ist ein ehemaliger sowjetisch-russischer Skilangläufer.
Karatschewski trat international erstmals bei den Junioren-Skiweltmeisterschaften 1987 in Asiago in Erscheinung. Dort wurde er Achter über 10 km klassisch und Fünfter über 30 km Freistil. Im folgenden Jahr gewann er bei den Junioren-Skiweltmeisterschaften in Saalfelden am Steinernen Meer die Goldmedaille über 30 km und errang über 10 km den siebten Platz. Im Januar 1992 holte er in Kawgolowo mit dem zehnten Rang über 30 km klassisch seinen einzigen Weltcuppunkt und erreichte damit den 41. Platz im Gesamtweltcup.